# Homer Groening
Homer Philip Groening (Main Centre, 30 de diciembre de 1919 - Portland, 15 de marzo de 1996) fue un cineasta, publicista, escritor y dibujante estadounidense. Es, además, el padre del creador de la serie de televisión animada Los Simpson, Matt Groening.

## Biografía
Homer Groening nació de padres estadounidenses en un área rural de Saskatchewan, y creció en el seno de una familia menonita. Su padre, Abraham Groening, era profesor en la Universidad Tabor, una escuela de arte menonita en Hillsboro, Kansas, ciudad en la que vivía desde que emigró de Ucrania en la década de 1870, y donde trabajó hasta antes de comenzar en la Universidad de Albany (actualmente conocida como Universidad Lewis y Clark) en Oregón en 1930. Homer vivió en Oregón desde dicho año, estudiando, trabajando y criando a su familia allí. Durante la Segunda Guerra Mundial, luchó en las fuerzas aéreas como piloto, lo que le conllevaría algún que otro enfrentamiento con su padre. Se casó en el año 1942 con Margaret "Marge" Ruth Wiggum, con la que tuvo cinco hijos: Mark (1950), Patricia "Patty" (1952), Matthew "Matt" (1954), Lisa (1956) y Margaret "Maggie" (1958). Hasta el año 1964, Groening se habría dedicado a escribir poesía y a dibujar. En ese año, tuvo la oportunidad de elaborar un documental titulado A Study in Wet, el cual trataba de varios estudios relacionados con el agua. Desde entonces dirigió varios cortometrajes y documentales, incluyendo un trabajo de dibujo animado junto a Peg Bracken titulado Phoebe, Get Your Man, así como un libro titulado I Hate to Cook Book. Su último trabajo conocido fue un documental titulado Linfield Revisited en 1973, donde habla de su vida en la Universidad Linfield, firmando así su retiro. El 15 de marzo de 1996, Homer Groening falleció a la edad de 76 años en la ciudad de Portland, donde había vivido desde la infancia y formado una familia.

## Filmografía
- 1973, Linfield Revisited (documental)

- 1969, Basic Brown Basic Blue (cortometraje)

- 1969, The Story (cortometraje)

- 1968, Psychedelic Wet (documental)

- 1964, A Study in Wet (documental)

## Caracterización enLos Simpson
El 19 de abril de 1987, el hijo de Homer Groening, Matt, estrenó la serie de animación Los Simpson durante El show de Tracey Ullman. Matt Groening basó a la familia Simpson en los miembros de su propia familia, bautizando al patriarca de la misma, Homer Simpson, con el nombre de su padre. Sin embargo, la personalidad del personaje de Homer Simpson no está del todo basada en Groening por detalles como que Homer Groening, al contrario que su homónimo Simpson, tenía mucho pelo, según dice su viuda Margaret Wiggum, y que Groening jamás dijo ni se quejó con la expresión "d'oh!", como dijo su antiguo compañero de artes gráficas Byron Ferris.